# Ганс Якоб Гансен
Ганс Якоб Гансен (дан. Hans Jacob Hansen; 1855-1936) — данський зоолог.
Вивчав зоологію у Йоргена Скьотте. Брав участь у наукових експедиціях. Описав нові таксони ракоподібних та павукоподібних.

## Вибрана бібліографія
- Fabrica oris dipterorum (1883)
- Zoologia danica (1882-90)
- Studies on Arthropoda (3 томи, 1921-30)